# San Isidro kommun, Choluteca
San Isidro är en kommun i Honduras.   Den ligger i departementet Choluteca, i den sydvästra delen av landet, 50 km söder om huvudstaden Tegucigalpa. Antalet invånare är 3 384. Arean är 70 kvadratkilometer.
Terrängen i San Isidro är kuperad.